# جنون (فیلم ۲۰۱۵)
«جنون» (ترکی استانبولی: Abluka) فیلمی ترکیه‌ای در سبک درام است که در سال ۲۰۱۵ منتشر شد.

## موضوع فیلم
مردی به نام غدیر از زندان آزاد می‌شود به این شرط که با نفوذ در دل محله قدیمی خودش که تروریست‌ها در آن فعال‌اند و مشغول بمبگذاری، آن‌ها را شناسایی و به پلیس معرفی می‌کند. غدیر پس از سال‌ها به برادر کوچک‌اش احمد ملحق می‌شود که شغل‌اش سگ کشی است و همسرش به تازگی به همراه بچه‌هایشان با مرد دیگری گریخته است.

## جوایز
- جایزهٔ ویژهٔ هیئت داوران از هفتاد و دومین جشنواره فیلم ونیز